# Narodzi się wiedźma
Narodzi się wiedźma (A Witch Shall be Born) – opowiadanie Roberta E. Howarda z gatunku magii i miecza opublikowane w grudniu 1934 roku w czasopiśmie „Weird Tales”. Dwunasta część cyklu opowiadań fantasy tego autora, których bohaterem jest potężny wojownik ery hyboryjskiej – Conan z Cymerii. Treścią opowiadania jest walka dwóch bliźniaczych sióstr o koronę Khauranu, którego armią dowodzi Conan.

## Fabuła
Pewnego dnia królowa Khauranu, Taramis, odkrywa, że ma bliźniaczą siostrę o imieniu Salome. Została ona porzucona na pustyni tuż po urodzeniu, gdyż obdarzona była znamieniem wiedźmy. Salome jednak przeżyła i została nauczona magii w Kitaju. Wykorzystując to, że wygląda tak samo, Salome porywa Taramis i zamyka ją w lochu, sama zaś przejmuje władzę nad państwem, współpracując ze shemickimi najemnikami pod wodzą Constatinusa. Conan rozpoznaje spisek, jednak wierne mu wojska zostają rozbrojone i pobite, a on sam wzięty do niewoli. Constantinus skazuje go na śmierć przez ukrzyżowanie.
Pod władzą udającej Taramis Salome miasto popada w coraz większą ruinę, zaś królowa buduje świątynię ku czci pradawnych bóstw. Wierni jej ludzie terroryzują mieszkańców, zaś Taramis jest torturowana w podziemiach swojego pałacu. Jednak garstka dawnych sług Taramis stopniowo odkrywa prawdę i szykuje wyzwolenie swojej królowej. Tymczasem Conana przed śmiercią na krzyżu ratuje grupa nomadów pod wodzą dawnego znajomego z kozackich czasów. Cymeryjczyk obejmuje władzę nad nimi i stopniowo gromadzi coraz większe wojska, szykując się do szturmu na Khauran.
W bitwie pod murami Khauranu Conan odnosi zwycięstwo nad najemnikami Constantinusa, zaś Salome, przekonana, że to już koniec, postanawia zamordować Taramis. Uniemożliwiają jej to spiskowcy pod wodzą dawnego żołnierza królowej, Valeriusa. Ostatecznie jednak Salome porywa Taramis i zabiera do świątyni. W ostatniej chwili Valerius zabija Salome, ale w tym samym momencie uwolniony zostaje przez nią pradawny demon Thaug. Wojska Conana wdzierają się do miasta, a on sam zabija Thauga. Taramis oferuje mu stanowisko u swego boku, jednak Conan odrzuca jej ofertę, proponując w swoje miejsce Valeriusa. Tuż przed opuszczeniem miasta, Conan krzyżuje Constantinusa, w tym samym miejscu, w którym wcześniej sam był ukrzyżowany.

## Publikacje
Pierwszy raz opowiadanie Narodzi się wiedźma wydrukowane zostało w magazynie Weird Tales, w grudniu 1934. W wersji książkowej po raz pierwszy opowiadanie pojawiło się w zbiorku Conan the Barbarian w 1954.

## Adaptacje
Komiks na podstawie Ludzi Czarnego Kręgu ukazał się w 1975 w ramach serii Savage Sword of Conan. Autorem scenariusza był Roy Thomas, zaś narysował go John Buscema.
Bohaterki o imionach Taramis i Salome pojawiły się w drugim filmie o Conanie, Conan Niszczyciel. W pierwszym filmie o Conanie, zatytułowanym Conan Barbarzyńca wykorzystano z kolei scenę ukrzyżowania Conana. 
W 2007 roku czeski zespół deathmetalowy Animal Hate nagrał płytę pt. A Witch Shall be Born, zainspirowaną tym opowiadaniem.